# Bocuse d’Or

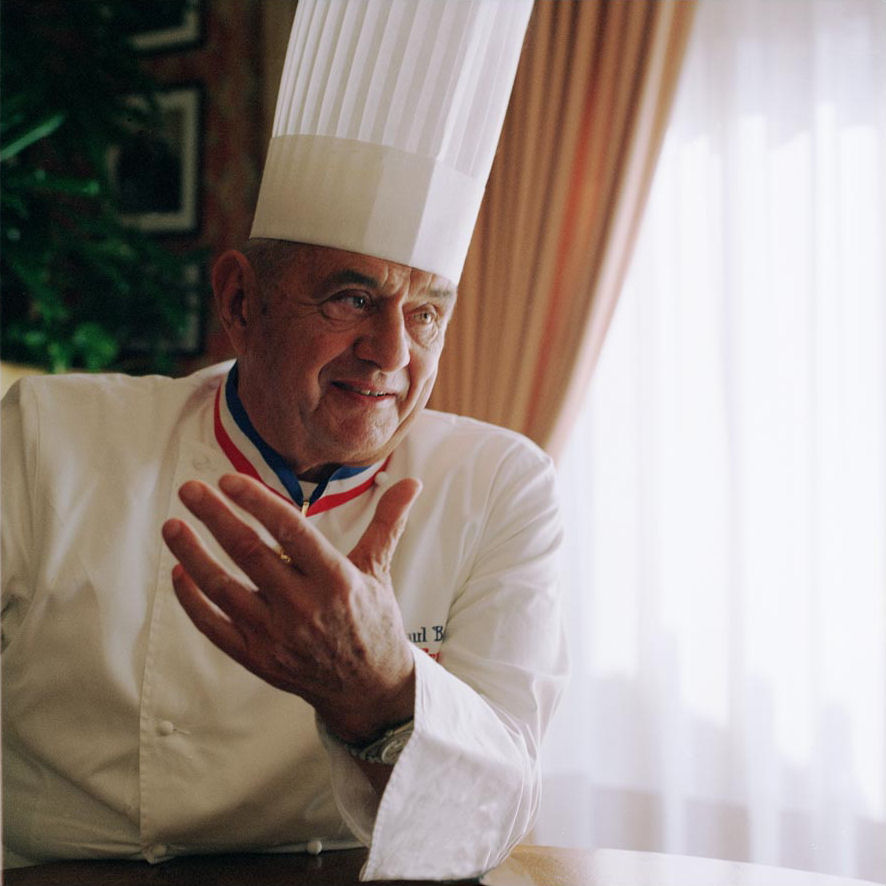
Paul Bocuse, a Bocuse d’Or alapító elnöke (2007)

A Bocuse d’Or (Concours mondial de la cuisine) kétévente megrendezett szakácsverseny. A Paul Bocuse mesterszakácsról elnevezett esemény döntőjét minden második év januárja végén rendezik meg Lyonban, a SIRHA Nemzetközi Szálloda, Vendéglátás és Élelmiszerkereskedelmi Kiállításon. A világ egyik legrangosabb (ha nem a legrangosabb) főzőversenyének számít. Magyarországról elsőként Széll Tamásnak sikerült bejutnia a döntőbe; ő a 2013-as versenyen a 10. helyen végzett. A 2016-os európai döntő rendezésének jogát Budapest nyerte el. Budapesten 2016-ban Széll Tamás nyerte a május 10–11-én rendezett európai döntőt, aki ezt követően a 2017-es lyoni világdöntőn az előkelő 4. helyezett lett és két különdíjat is (legjobb hústál és a legjobb plakát) elnyert. 2023. január 22-23-án rendezett lyoni világdöntőn Dalnoki Bence vezette magyar csapat bronzérmes lett, ezzel ő lett az első magyar aki dobogóra állhatott.

## Lebonyolítás
A Bocuse d’Or ötletét 1985-ben egy lyoni kiállításon (Salon des Métiers de Bouche) Paul Bocuse, a kiállítás akkori elnöke fogalmazta meg. 
Úgy érezte, jó lenne a gasztronómiai szakkiállítás ideje alatt egy-egy melegkonyhás szakácsversenyt tartani, amely jelentős mértékben hozzájárulhatna a szakma fejlődéséhez, a minőség fenntartásához, és folytonosságát is biztosíthatná. Gondos előkészületek után a versenyt első ízben 1987-ben rendezték meg.
A világverseny kvalifikáció rendszere és a verseny menete többször változott az indulás óta.
2009-től 24 ország csapata vesz részt a döntőben, amelyek különböző módon kerülhetnek be a döntőbe. Bejut: 
- a 20 nemzet részvételével zajló Bocuse d’Or Europe 12 legjobbja,
- a Bocuse d’Or Asia 12 csapatából a 4 legjobb,
- a 12 résztvevős latin-amerikai Copa Azteca 3 legjobbja,
valamint 
- 3 induló azokból az országokból, ahonnan szervezési okokból kontinensviadalon nem vehettek részt (Afrika, Észak-Amerika, Közel-Kelet és Óceánia), a Nemzetközi Szervezőbizottság által és
- 2 további ország kap lehetőséget ún. „szabad kártyával" („wild card"), akiket a rendezők szabadon választanak ki.
A versenyen mindennek frissen kell készülnie (egyetlen engedmény, hogy alapleveket vihetnek a séfek). 2009 óta külön ellenőrök vigyázzák, hogy ne legyenek előre felvágott zöldségek sem. Egy hús- és egy halételt kell elkészíteni, valamint három köretet. Alapanyagaikat a szervezők 2011-ig a verseny előtt 6 hónappal előbb, 2012-től azonban a haltálét már csak 2 hónappal előre hirdették meg, ezzel inspirálva a résztvevőket, hogy kreatívabban álljanak a feladathoz. További változás a korábbiakhoz képest, hogy a szakácsok a zöldségek és gyümölcsök összeválogatására a verseny estéjén csupán 30 percet kapnak. 2013-ban még két újdonságot vezettek be. Az egyik, hogy az előre megtervezhető tálak mellett improvizációs gyakorlat is van: a piacról beszerezhető alapanyagokból kell hirtelen köretet készíteni. A másik változás az előírásokban van: kötelező minden versenyzőnek valamilyen, a saját országát képviselő nemzeti vonalat is belevinni az ételek jellegébe.
Mind a selejtezőkön, mind a döntőn a versenyzőknek 5 óra 35 perc áll rendelkezésükre, hogy elkészítsenek egy halas és egy húsos fogást. Egy csapatban ketten vannak, a szakács és a kuktája. A séfnek 23 évesnél idősebbnek kell lennie, míg a commis a verseny ideje alatt még nem töltheti be a 22. életévét. A csapat harmadik tagja a tréner, aki kétfős csapata felkészítését végzi, de ő maga a konyhában nem lehet jelen a verseny ideje alatt.
A zsűri 24 neves séfből áll. A két 12 fős csoport egyike a halételeket bírálja, míg a másikuk a húst. A pontszám kétharmadát a felszolgált étel minősége határozza meg (ez max. 40 pont lehet), egyharmadát pedig a tálalásért kaphatják a versenyzők, valamint további 20 ponttal értékelhető a csapatmunka, a főzési folyamat tisztasága, és hogy mennyire takarékosan használja a szakács az alapanyagokat. A legmagasabb összesített pontszámot elért szakács kapja a Bocuse d’Or trófeát.
Az első helyezett 20 000, a második 15 000, a harmadik 10 000 eurós díjat kap.

## Története
Az 1983-ban Lyonban megrendezett Salon des Métiers de Bouche gasztronómiai kiállítás keretében Paul Bocuse ötlete alapján szerveztek egy szakácsversenyt, melynek koncepciója szerint minden ételt az alapoktól a közönség előtt kellett elkészíteni. A verseny védnökévé és a zsűri elnökévé Bocuse-t kérték fel.
A kiállítást később átnevezték Salon international de la restauration de l'hôtellerie et de l'alimentation-ra (SIRHA) és a szakácsverseny ötletét Bocuse egy meghívásos világkupa irányába fejlesztette tovább. Vele kapcsolatban álló, híres konyhafőnököket kért fel világszerte, hogy válasszanak ki az országukból egy szakácsot, mint versenyzőt, akit elkísérve a versenyre, zsűritagként vegyenek részt a rendezvényen. Végül 1987-ben meg is rendezték az első ilyen versenyt, amit Albert Romain, a kiállításszervező akkori igazgatója Bocuse tiszteletére Bocuse d'Or-nak nevezett el.
1999-ig létezett egy szabály, miszerint a győztes ország nem vehet részt a következő versenyen, de ezt törölték, miután '99-ben Franciaország először nem nyert, amikor versenyzett.

2017-ig francia és norvég győztesek közé csak egy luxemburgi (Lea Linister), egy svéd (Mathias Dahlgren) és egy dán (Rasmus Kofoed) versenyzőnek sikerült befurakodnia és a győzelmet jelentő aranyszobrot megszereznie.

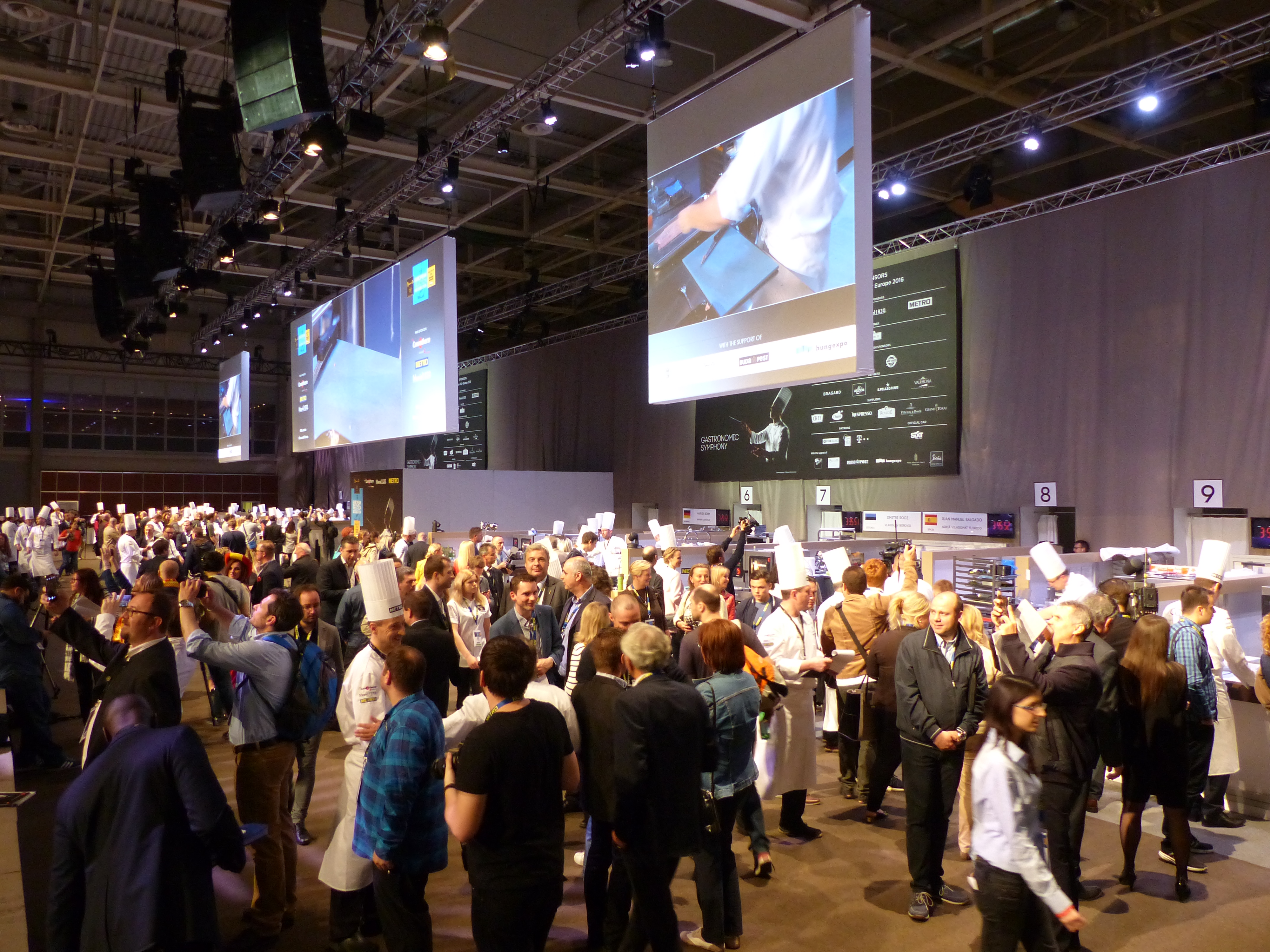
A 2016-os európai döntő Budapesten

A meghívásos rendszer a 2007-es versenyig működött, (melynek francia győztesét egyébként a németek csalással vádolták). Innentől a lyoni verseny döntővé avanzsált és 2008-tól Európában, Ázsiában és Latin-Amerikában regionális elődöntőn választják ki a lyoni döntő résztvevőit. 2017-ig az USA önálló regionális döntő után, saját jogán küldhetett versenyzőt. 2018-tól már az egész amerikai kontinensre kiterjedő elődöntőt szerveznek. Ugyanekkor rendezték meg az első afrikai regionális válogatót is.

### A 2016-os európai döntő Budapesten
A 2016-os európai döntő rendezésének jogát Budapest nyerte el Bécs, London és Łódź előtt; az erről szóló megállapodást 2015. március 30-án írták alá a New York kávéházban. A rendezvényre május 9. és 11. között került sor a Hungexpo területén.

## Magyar részvétel

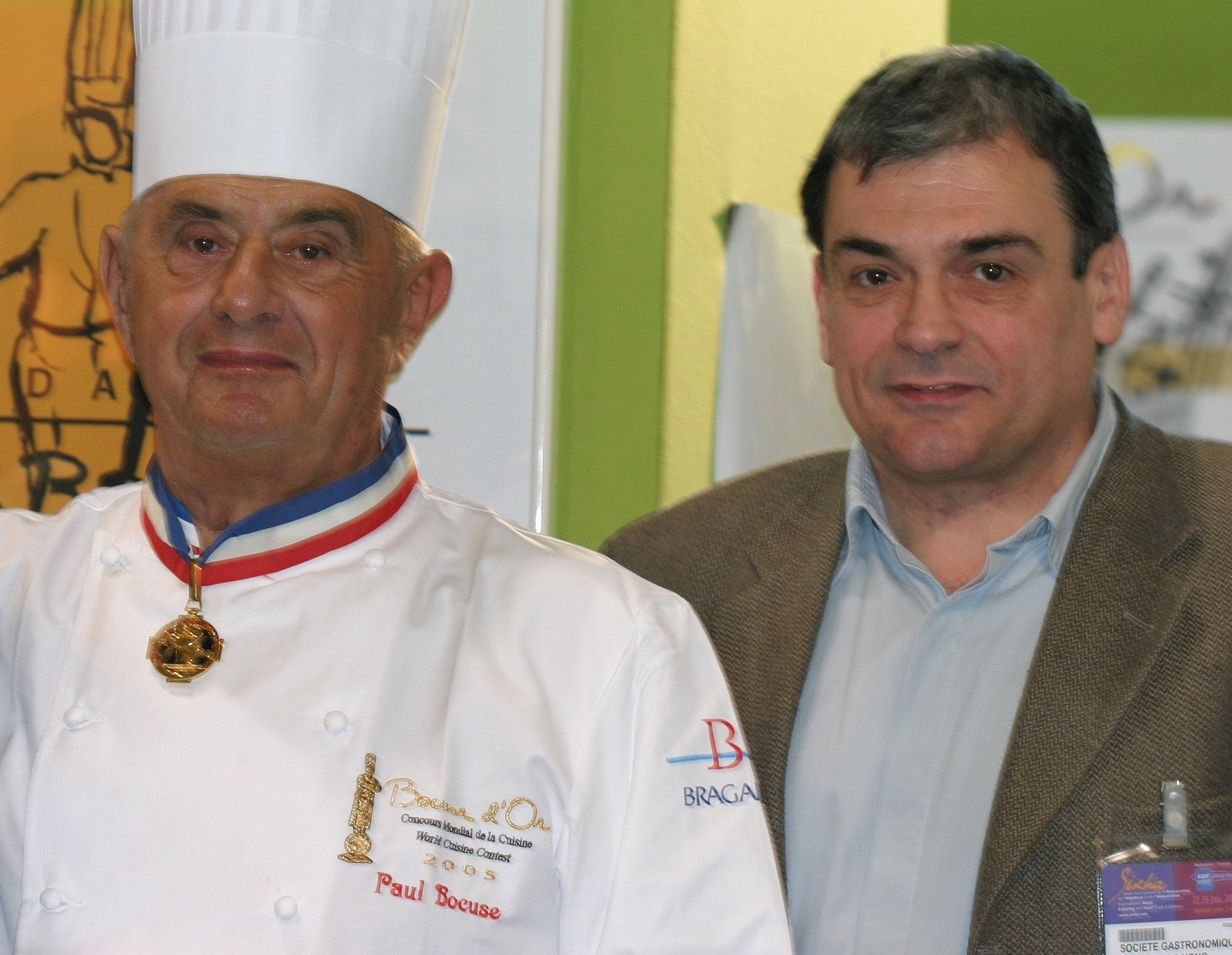
Paul Bocuse és Molnár B. Tamás

### A kezdetek
A magyar részvételt Molnár B. Tamás javasolta, nem sokkal a Magyar Gasztronómiai Egyesület (MGE) megalakulása után. Az egyesület tagjai csak hosszas vita után támogatták a javaslatot, de végül az MGE jelezte a részvételi szándékát a 2007-es lyoni verseny szervezőinek. A 24 résztvevős limit miatt Magyarország részvételére ekkor még nem volt mód, így a jelentkezést visszautasították, de ekkor már szervezték a 2008-as stavangeri európai válogatót, így javasolták az arra való jelentkezést. Mire az elutasítás megérkezett, az MGE már javában szervezte a Hagyomány és Evolúció melegkonyhás szakácsversenyét, azzal a nem titkolt céllal, hogy annak győztesét nevezzék a Bocuse d’Or-ra. Ezt a versenyt Bicsár Attila az Alabárdos Étterem konyhafőnöke nyerte.

### Az MGE részvétele
A Vomberg Frigyessel, Bíró Lajossal és főként az elnök Sándor Dénessel kialakult kapcsolatra alapozva, az MGE be szerette volna vonni az Étrend, Magyar Konyhafőnökök Egyesületét is a 2008-as előkészületekbe, de az elnöki tisztéről éppen leköszönő Sándor a Magyar Nemzeti Gasztronómiai Szövetséget (MNGSZ) ajánlotta maguk helyett. Az MNGSZ tagságát és (főleg) vezetőségét pont azok a séfek alkották, akik a leginkább sértőnek találták Molnár B. Tamás kritikáit, ezért, amikor Sándortól tudomást szereztek az MGE pályázatáról, titokban levelet írtak a BdO francia szervezőinek, melyben arra hivatkozva, hogy Molnár B. Tamás nem rendelkezik még szakács végzettséggel sem, az MGE egy szakmán kívüli egylet, szemben az MNGSZ-el, amely évtizedek óta rendelkezik versenyrendezési tapasztalatokkal és Magyarországon "a törvény erejénél fogva" (sic!) egyedül az MNGSZ jogosult a szakács szakmát képviselni, valamint nemzetközi versenyekre résztvevőt delegálni, kérik, hogy a szervezők kizárólagosan őket bízza meg a selejtező megrendezésével. Az ügylet lebonyolítására az MNGSZ-nél egy Kreil Vilmos jelentkezett, akinek jelentős tapasztalatai voltak ekkora már a versenyt illetően, hiszen személyesen rendszeresen részt vett Lyonban, az akkor itthon még teljesen ismeretlen szakácsversenyen. Kreil kiutazott Lyonba és Paul Bocuse -szal személyesen megállapodott egy Bocuse d'Or Akadémia nevű szervezet megalapításához. Kreil hazatérve megalapította az akadémiát, majd kezében az alapító okirattal és a bejegyzési végzéssel újra kiutazott tárgyalni a SIRHA-t rendező, (és a Hungexpo-t is privatizáló) GL Events képviselőivel. Sikerült meggyőznie őket, hogy az akadémia mögött széles összefogás áll és ígéretet tett arra, hogy egy öt állomásos regionális selejtező után a budapesti döntőben fogják kiválasztani a magyar versenyzőt, amit a Hungexpo gasztronómiai kiállítása (HOVENTA) keretében fognak megrendezni. Ezzel eldőlt, hogy az MGE helyett a Bocuse d'Or Akadémia Hungary jelölheti a versenyzőt a BdO európai selejtezőire. A Hagyomány & Evolúció szervezése ekkor már javában folyt, az időpontokat fixálták, a külföldi zsűritagokkal lefolytak az egyeztetések.

### Az első két részvétel
Bár a H&E időpontja régóta ismert volt, az akadémia ugyan arra a napra szervezte rá a Bocuse d'Or Selection Hungary-t, így nem volt meglepő, hogy ezen egyetlen MGE-hez köthető szakács sem vett részt. A válogatót Kovács Sándor, egy kecskeméti szálloda szakácsa nyerte. Ő utazhatott segítőjével  Stavangerbe. Az ezen a téren képzetlen magyar versenyző a húszfős mezőnyben 17. lett.
Ezek után a BdO Selection Hungary 2010 hasonlóan zajlott le, mint az előző megmérettetés, amelyet végül Kostyál Gábor keszthelyi szakács nyert meg és utazott az akkorra tiszteletbeli elnöknek felkért Kalla Kálmánnal Genfbe, a BdO európai selejtezőjére. A 2010-ben megrendezett budapesti versenyen a szervezők meghívására maga Paul Bocuse is részt vett, a versenyzőknek személyesen adta át a megtisztelő díjakat. 

### 2012–2013 Széll Tamás
A Bocuse d’Or Europe 2012 magyarországi selejtezőjét 2011. október 14-én rendezték, nyolc résztvevővel és ekkorra már az MGE támogatásával. A verseny győztese Széll Tamás (Onyx Étterem, Budapest) lett, így ő képviselhette Magyarországot az európai selejtezőn. A második helyezést Szabó László (Sodexho Magyarország Kft.), a harmadik helyezést Volenter István (Hotel Amade Château, Nyékvárkony, Szlovákia) érte el. A zsűri tagjai Litauszki Zsolt, Molnár B. Tamás, Christian Meyer, Andrusch Péter és Vomberg Frigyes voltak. Széll Tamás a 2012. márciusi európai selejtezőn, Brüsszelben 19 induló közül a 9. helyet szerezte meg, ezzel Magyarországról elsőként bejutott a Bocuse d’Or döntőjébe (a 12 legjobb jut tovább). A 2013. január 29–30-án rendezett lyoni döntőben a 10. helyet szerezte meg.

### 2014–2015 Molnár Gábor
A Bocuse d’Or 2015 magyarországi selejtezője a Hagyomány és evolúció verseny volt, az európai selejtezőnek Stockholm adott otthont. A magyar induló, Molnár Gábor bejutott a 2015. január 27–28-án rendezett döntőbe, ahol a 13. helyet szerezte meg.

### 2016–2017 Széll Tamás másodszorra már Európa legjobbja
A 2016-os európai döntő rendezésének jogát Budapest nyerte el. Budapesten 2016-ban Széll Tamás nyerte a május 10–11-én rendezett európai döntőt, aki ezt követően a 2017-es lyoni világdöntőn az előkelő 4. helyezést érte el és két különdíjat is (legjobb hústál és a legjobb plakát) elnyert.

### A szakadás
Már az MGE 2014. évi közgyűlésén felmerültek nézeteltérések a BdO kormánytámogatásának felhasználását illetően. Főleg Bíró Lajos és Hamvas Zoltán a BdO Akadémia tiszteletbeli- és ügyvezető elnöke ellenezték a támogatás megosztását a selejtezőt (H&E) rendező MGE-vel. Bár a továbbiakban konkrét nyilatkozatok nem jelentek meg a pénzügyi ellentétekről, beszédes, hogy az MGE 2015-ben annak ellenére is filléres anyagi problémákkal küzdött, hogy a BdO Akadémia összességében több száz milliós állami támogatást kapott. Ezekből az MGE nem részesült, viszont a budapesti Európa-döntőt bonyolító csoport által újonnan létrehozott Pannon Gasztronómiai Akadémia igen. 2016. május 12-én Uj Péter a 444.hu hírportál főszerkesztője Széll Tamás, az európai győztes: hihetetlen siker, de nem áttörés címmel kritikus hangvételű tárcát írt a hírpoltálra. Uj maga is az MGE tagja. Bár a cikk egyértelműen Uj Péter stílusában íródott, a Bíró Lajos, Hamvas Zoltán, Csapodi Balázs (a Balatonszemesi Kistücsök tulajdonosa) és Zsidai Roy vezette csoport alkalmasnak találta arra, hogy ürügyként szolgáljon a szakításra Molnár B. Tamással és az MGE-vel, azzal vádolva Molnárt, hogy ő áll a cikk mögött és az egy támadás a – többek mellett – általuk is alapított Pannon Gasztronómiai Akadémia ellen. Végül az MGE által kinevelt Széll Tamás olvasta fel a kilépők nyilatkozatát az MGE 2016. május 31-i közgyűlésén. Az MGE is egy nyilatkozattal reagált, melyben tagadta a vádakat, de elismerte BdO leválását az egyesületről.

### 2018–2019 Pohner Ádám
2018-ban Pohner Ádém képviselhette Magyarországot a Torinóban megrendezett európai döntőben, ahol a 8. helyezéssel továbbjutott a lyoni döntőbe, és ott végül 12. lett.

### 2020–2021 Veres István
A 2020. február 5-én lezajlott Bocuse d’Or magyar selejtezőt Veres István, a budapesti Bábel étterem konyhafőnöke nyerte, ezzel ő utazhatott a tallini európai selejtezőre. A Veres István séf, Molnár Bence commis és Volenter István coach, valamint Széll Tamás csapatvezető alkotta magyar csapat által elért 9. helyezés továbbjutást jelentett a végül 2021. szeptember 26-27-én megtartott lyoni döntőbe, ahol a 11. helyezést érték el a 24 résztvevő ország között.

### 2021-2023 Dalnoki Bence
A 2021. október 21-én lezajlott Bocuse d'Or magyar selejtezőt Dalnoki Bence az akkor még egy Michelin csillagos Stand étterem sous-chef-je nyerte. Ezzel ő képviselhette hazánkat a 2022. március 23-24.-i hazai rendezésű európai selejtezőn. A Dalnoki Bence séf, Nyikos Patrik commis valamint Széll Tamás coach alkotta magyar csapat az európai selejtezőn második helyezést ért el. Ezzel delegálta magát 2023. január 22-23-án megtartott lyoni döntőbe ,ahol a csapat bronzérmes lett, ezzel pedig Dalnoki Bence lett az első magyar séf aki felállhatott a dobogóra a világ legrangosabb szakácsversenyén.

### 2023- Kelemen Roland
A 2023. október 26-án megrendezett Bocuse d'Or magyar döntőt Kelemen Roland, a nyíregyházi Hunguest Sóstó szálloda sous chefje nyerte, oldalán Fodor Noellel.

## Bocuse d'Or világdöntő Lyon: Eredmények

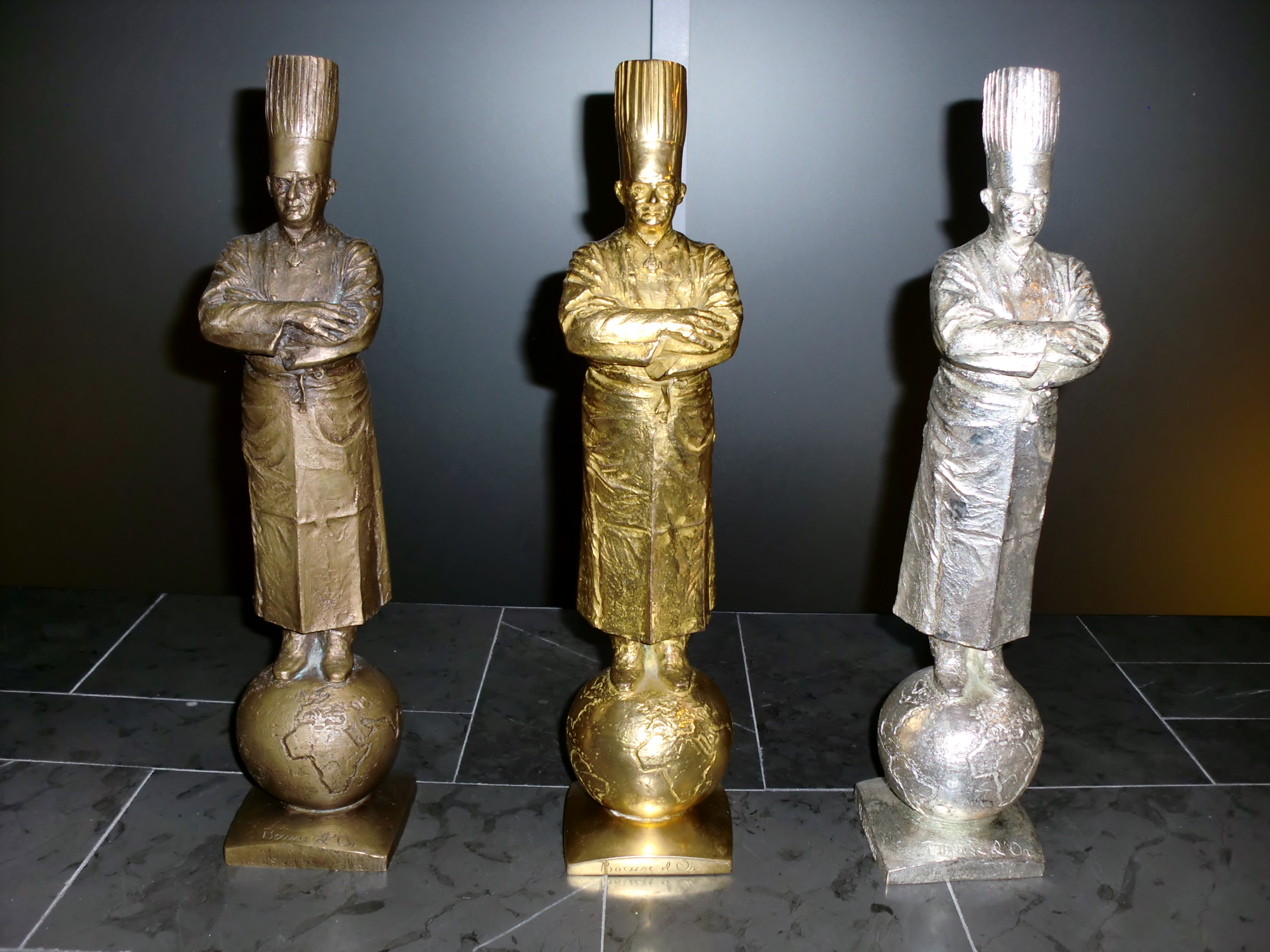
Bocuse d’Or trófeák

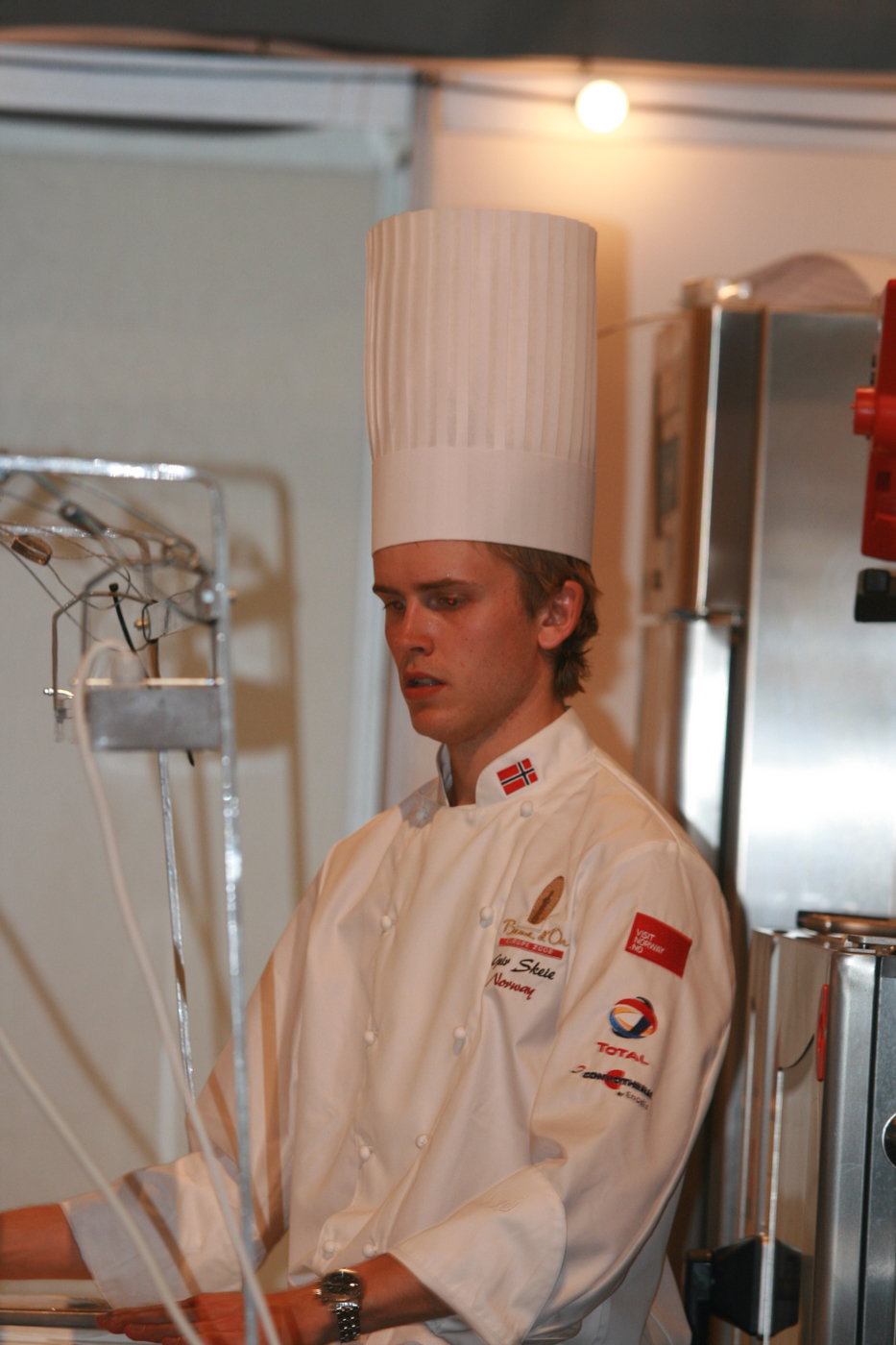
Geir Skeie, a 2009-es győztes

| Év   | Bocuse d’Or                                         | Ezüst Bocuse                                        | Bronz Bocuse                                          | Magyar induló                    |
| ---- | --------------------------------------------------- | --------------------------------------------------- | ----------------------------------------------------- | -------------------------------- |
| 1987 | Jacky Freon                                         | Michel Addons                                       | Hans Haas                                             | –                                |
| 1989 | Léa Linster                                         | Pierre Paulus                                       | William Wai                                           | –                                |
| 1991 | Michel Roth                                         | Lars Erik Underthun                                 | Gert Jan Raven                                        | –                                |
| 1993 | Bent Stiansen                                       | Jens Peter Kolbeck                                  | Guy Van Cauteren                                      | –                                |
| 1995 | Régis Marcon                                        | Melker Andersson                                    | Patrick Jaros                                         | –                                |
| 1997 | Mathias Dahlgren                                    | Roland Debuyst                                      | Odd Ivar Solvold                                      | –                                |
| 1999 | Terje Ness                                          | Yannick Alleno                                      | Ferdy Debecker                                        | –                                |
| 2001 | François Adamski                                    | Henrik Norström                                     | Hákon Már Örvarsson                                   | –                                |
| 2003 | Charles Tjessem                                     | Frank Putelat                                       | Claus Weitbrecht                                      | –                                |
| 2005 | Serge Vieira                                        | Tom Victor Gausdal                                  | Rasmus Kofoed                                         | –                                |
| 2007 | Fabrice Desvignes                                   | Rasmus Kofoed                                       | Frank Giovannini                                      | –                                |
| 2009 | Geir Skeie                                          | Jonas Lundgren                                      | Philippe Mille                                        | –                                |
| 2011 | Rasmus Kofoed                                       | Tommy Myllymäki                                     | Gunnar Hvarnes                                        | –                                |
| 2013 | Thibaut Ruggeri                                     | Jeppe Foldager                                      | Noriyuki Hamada                                       | 10. Széll Tamás, Garai Ádám      |
| 2015 | Ørjan Johanessen                                    | Philip Tessier                                      | Tommy Myllymaki                                       | 13. Molnár Gábor, Pohner Ádám    |
| 2017 | Mathew Peters, Harrison Turone                      | Christopher William Davidsen, Havard Werkland       | Viktor Andresson, Hinrik Larusson                     | 4. Széll Tamás, Szabó Kevin      |
| 2019 | Kenneth Toft-Hansen, Christian Wellendorf Kleinertt | Sebastian Gibrand, Gustav Leonhardt                 | Christian André Pettersen, Havard André Josdal Ostebo | 12. Pohner Ádám, Csillag Richárd |
| 2021 | Davy Tissot, Arthur Debray                          | Ronni Vexøe Mortensen, Sebastian Holberg Svendsaard | Christian André Pettersen, Even Strandbråthen Sørum   | 11. Veres István, Molnár Bence   |
| 2023 | Brian Mark Hansen, Elisabeth Madsen                 | Filip August Bendi, Leon Haarberg Nilsen            | Dalnoki Bence, Nyikos Patrik                          | 3. Dalnoki Bence, Nyikos Patrik  |